# Yale Bulldogs football 1872-1879
Nelle stagioni che vanno dal 1872 al 1879, gli Yale Bulldogs football, rappresentanti l'Università di Yale hanno conquistato retroattivamente ben cinque titoli nazionali.

## 1872
| 11-16-1872           | Columbia* | New Haven, CT | W 3-0 |
| *Gare non-conference |           |               |       |

## 1873
| 10-25-1873           | Rutgers*     | New Haven, CT | W 4-1 |
| 11-15-1873           | Princeton*   | New Haven, CT | L 0-3 |
| 12-06-1873           | Eton Alumni* | New Haven, CT | W 2-1 |
| *Gare non-conference |              |               |       |

## 1874
| 11-18-1874           | Stevens Tech* | New Haven, CT | W 6-0 |
| 11-21-1874           | Columbia*     | New Haven, CT | W 5-1 |
| 12-05-1874           | Columbia*     | New Haven, CT | W 6-1 |
| *Gare non-conference |               |               |       |

## 1875
| 11-06-1875           | Rutgers*  | New Haven, CT | W 4-1 |
| 11-13-1875           | Harvard*  | New Haven, CT | L 0-4 |
| 11-20-1875           | Wesleyan* | New Haven, CT | W 6-0 |
| 12-04-1875           | Columbia* | New Haven, CT | L 2-3 |
| *Gare non-conference |           |               |       |

## 1876
| 11-18-1876           | Harvard*      | New Haven, CT | W 1-0 |
| 11-30-1876           | at Princeton* | Hoboken, NJ   | W 2-0 |
| 12-09-1876           | at Columbia*  | Hoboken, NJ   | W 2-0 |
| *Gare non-conference |               |               |       |

## 1877
| 11-03-1877           | Tufts*        | New Haven, CT | W 1-0 |
| 11-21-1877           | Trinity*      | New Haven, CT | W 7-0 |
| 12-02-1877           | Columbia      | New Haven, CT | W 1-0 |
| 12-08-1877           | vs. Princeton | Hoboken, NJ   | T 0-0 |
| *Gare non-conference |               |               |       |

## 1878
| 11-02-1878           | Amherst*       | New Haven, CT | W 2-0 |
| 11-09-1878           | at Trinity*    | Hartford, CT  | W 2-0 |
| 11-13-1878           | at Trinity*    | Hartford, CT  | W 2-0 |
| 11-16-1878           | vs. Amherst*   |               | T 0-0 |
| 11-23-1878           | at Harvard*    | Boston, MA    | W 1-0 |
| 11-28-1878           | vs. Princeton* | Hoboken, NJ   | L 0-1 |
| *Gare non-conference |                |               |       |

## 1879
| 11-01-1879           | vs. Pennsylvania* | Hoboken, NJ   | W 3-0 |
| 11-08-1879           | Harvard*          | New Haven, CT | T 0-0 |
| 11-15-1879           | Rutgers*          | New Haven, CT | W 5-0 |
| 11-22-1879           | vs. Columbia*     | Hoboken, NJ   | W 2-0 |
| 11-27-1879           | vs. Princeton*    | Hoboken, NJ   | T 0-0 |
| *Gare non-conference |                   |               |       |